# シュタンゲ

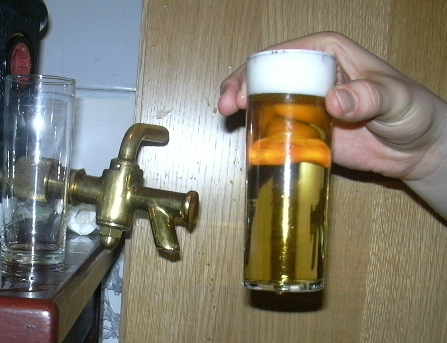
ケルシュを注いだシュタンゲ

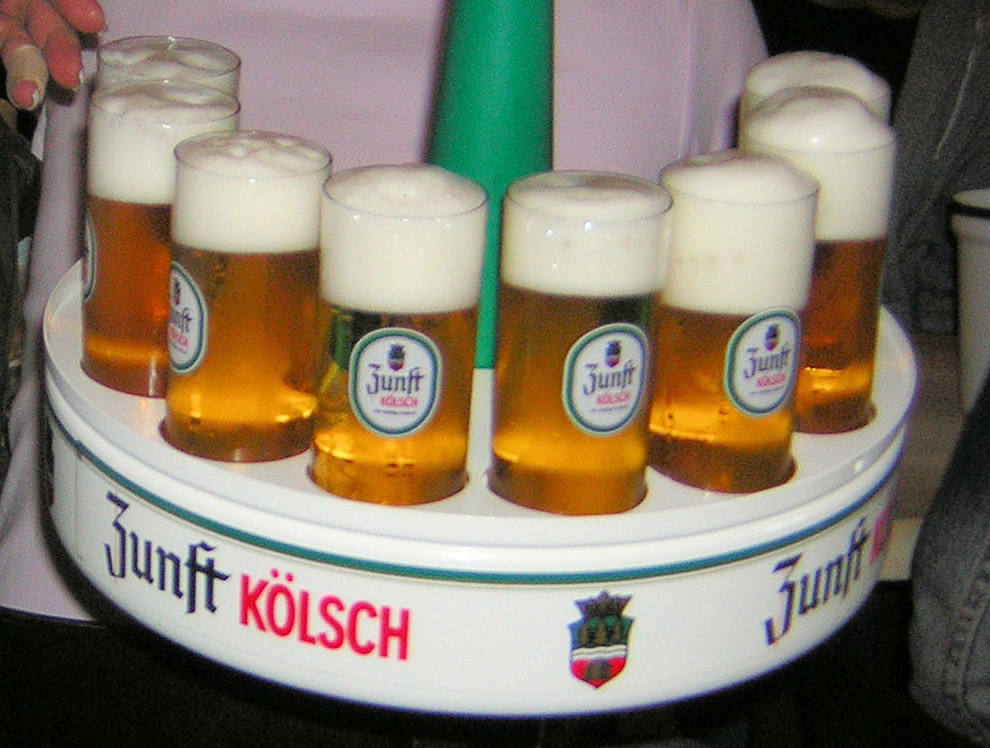
シュタンゲを乗せたクランツ

シュタンゲ（ドイツ語: Kölner Stange、Kölschstange）はケルシュ専用のビアグラス。
「シュタンゲ」は「棒」の意味で、細長い円柱形をしたビアグラスである。容量は200ミリリットル。
飲食店ではケルシュが注がれたシュタンゲを何本かまとめて乗せることができる円形の把手付きのトレイであるクランツ（ドイツ語: kranz、「花環」の意）を持ったウェイターが店内を巡回し、テーブルで空になったシュタンゲを見つけると、客からの追加オーダーが無くともケルシュの入ったシュタンゲと交換する（客にお代わりの確認をする店もある）。なお、飲み放題というわけではなく、その都度、コースターに線が書き込まれて、伝票代わりとなる。お代わりが欲しくない客はシュタンゲの上にコースターを置いて蓋をしておくと、以降は新しいケルシュは提供されなくなる（日本のわんこそばの作法にも似る）。
日本においては、上記のようなケルシュの提供スタイルを行う店はほとんど見られない（2019年時点）。